# Poikilospermum
Poikilospermum là chi thực vật có hoa trong họ Tầm ma.
Chi này chứa các loài cây bụi hay dây leo thân gỗ cao, chứa 4 loài được chấp nhận và khoảng 37 danh pháp loài với tình trạng phân loại chưa được dung giải. Các loài tong chi này được tìm thấy trong khu vực cận nhiệt đới - nhiệt đới, từ đông bắc Ấn Độ và miền nam Trung Quốc (Vân Nam), khu vực Himalaya tới Malesia và New Guinea (gồm cả quần đảo Bismarck).
Tên gọi một số loài trong tiếng Trung là 锥头麻 (trùy đầu ma), và tiếng Khmer krâpë rô.

## Phân loại
Phân loại của chi này trong quá khứ đã thường xuyên thay đổi và gắn với địa vị của họ Cecropiaceae. Hiện tại người ta đặt nó trong họ Urticaceae. Một nghiên cứu phát sinh chủng loài gần đây đặt nó trong nhánh với Urtica, mặc dù 2 nghiên cứu hơi cũ hơn đặt nó trong nhánh chị em với Cecropieae (họ Cecropiaceae sensu stricto) và Urticaeae (Urticaceae s. antiq.). Nghiên cứu không phát sinh chủng loài cũ hơn đặt nó trong họ Cecropiaceae, một họ được coilà trung gian giữa Urticeae và Moraceae

## Lịch sử phân loại
Alexander Zippelius (1797-1828) là tác giả đặt tên chi này, được công bố trong Annales Musei Botanici Lugduno-Batavi (Amsterdam), 1: 203, năm 1864 của Friedrich Anton Wilhelm Miquel (1811-1871). Năm 1978, Berg đặt nó trong họ Cecropiaceae. Các bài báo gần đây như của Datwyler & Weiblen (2004), Zerega et al. (2005), Hadiah et al. (2008) đặt chi này trong họ Urticaceae.

## Các loài
Bốn loài được chấp nhận là:
- Poikilospermum lanceolatum (Trécul) Merr.
- Poikilospermum naucleiflorum (Roxburgh ex Lindl.) Chew
- Poikilospermum suaveolens (Blume) Merr.: Rum thơm.
- Poikilospermum tonkinense (Drake) Merr.

Tác giả Phạm Hoàng Hộ tại mục từ 6322 trang 582 quyển II sách Cây cỏ Việt Nam còn ghi nhận loài Poikilospermum annamensis (Gagnep.) Merr. với tên gọi rum Trung Bộ. Tuy nhiên, tra cứu trên IPNI thì chỉ có danh pháp Poikilospermum annamense (Gagnep.) Merr., 1934 với ghi chú Conocephalus annamensis Gagnep., 1926. The Plant List coi P. annamense có tình trạng phân loại là chưa dung giải, nhưng gợi ý rằng một số dữ liệu cho thấy nó là đồng nghĩa với C. annamensis.